# Malmö Aviation
Malmö Aviation er et flyselskab fra Sverige. Selskabet har hovedkontor ved Malmø Lufthavn og hub på Stockholm-Bromma Lufthavn.
Selskabet fløj i februar 2012 indenrigsruter i Sverige samt internationale charterflyvninger. Den aktive flyflåde bestod af 12 fly med en gennemsnitalder på 17.9 år. Heraf var der ét af typen Avro RJ70, to eksemplarer af Avro RJ85, samt ni Avro RJ100-fly som de største i flåden med plads til 112 passagerer.

## Historie
Selskabet blev grundlagt i 1981 og startede med at opererer skole- taxa- og fragtflyvninger. I 1991 begyndte man første gang på regulære ruteflyvninger, da der blev etableret ruter fra Stockholm til henholdsvis Hamborg og London. Senere blev Malmø og Göteborg tilføjet rutekortet. Malmö Aviation forsøgte også med ruter til Kristianstad og Luleå, men disse blev lukket igen på grund af manglende efterspørgsel.
Firmaet CityAir Scandinavia overtog 11. februar 1992 ejerskabet af Malmö Aviation. Det norske flyselskab Braathens købte i august 1998 hele selskabet, og primo 1999 blev flyselskabet Transwede sammenlagt med Malmö Aviation under navnet Braathens Sweden. Da Scandinavian Airlines i slutningen af 2001 opkøber Braathens følger de svenske aktiviteter ikke med, og Malmö Aviation fortsætter som et selvstændigt selskab ejet af Braganza AS / Bramora.